# Ирвас
Ирвас (лат. Rangifer tarandus) је врста јелена, јединог представника своје потпородице који насељава тундре северне Евроазије, Северне Америке и Гренланда. Ово је једина врста јелена у којој и мужјаци и женке имају рогове. Северноамеричког карибуа неки стручњаци сматрају истом врстом, док га други, на основу упадљивих разлика третирају као одвојену врсту. Сигурно је да постоји чак 20 подврста, којима маса варира од 60 до 300 килограма.
R. tarandus варира по величини и боји од најмање подврсте, Свалбардског ирваса, до највећег, бореалног шумског карибуа. Северноамерички опсег карибуа протеже се од Аљаске преко Јукона, Северозападних територија и Нунавута до бореалних шума и јужно кроз канадске Стеновите планине. Карибу неплодног тла, грантов карибу и пири карибу живе у тундри, док плашљиви бореални шумски карибу преферира бореалну шуму. Грантов карибу и карибу неплодног тла формирају велика стада и предузимају дуге сезонске миграције од родних места до летњих и зимских хранилишта у тундри и тајги. Миграције стада грантовог карибуа су међу најдужим од свих сисара. Карибуи неплодног тла се такође налазе на Китаји на Гренланду, али већа стада су на Аљасци, Северозападним територијама и Нунавуту.
Тајмирско стадо ирваса сибирске тундре (R. t. sibiricus) у Русији је највеће стадо дивљих ирваса на свету, које варира између 400.000 и 1.000.000. Оно што је некада било друго највеће стадо је миграторно стадо бореалног шумског карибуа (R. t. caribou) реке Џорџ у Канади, са ранијим варијацијама између 28.000 и 385.000. Од јануара 2018. године, процењено је да је у стаду реке Џорџ остало мање од 9.000 животиња, како је известила Канадска радиодифузна корпорација. Њујорк Тајмс је у априлу 2018. известио о нестанку јединог крда јужних планинских шумских карибуа у суседним Сједињеним Државама, при чему је то крдо стручњак назвао „функционално изумрлим“ након што се величина стада смањила на само три животиње. Након што је последња јединка, женка, пребачена у центар за рехабилитацију дивљих животиња у Канади, сматрало се да је шумски карибу истребљен из континенталних Сједињених Држава.
Неке подврсте су ретке, а две су већ изумрле: карибу са острва краљице Шарлоте у Канади и карибу источног Гренланда са источног Гренланда. Историјски гледано, распон седентарних бореалних шумских карибуа покривао је више од половине Канаде и северних држава континенталних Сједињених Држава. Шумски карибуи су нестали из већине свог првобитног јужног подручја и 2002. године их је Комитет за статус угрожених дивљих животиња у Канади (COSEWIC) означио као угрожене. Организација Животна средина Канаде је известила 2011. године да је у Канади остало приближно 34.000 бореалних шумских карибуа у 51 опсегу. Стада ирваса сибирске тундре такође су у опадању, а IUCN сматра да врста Rangifer tarandus има рањив статус.
Арктички народи су зависили од карибуа за храну, одећу и склониште, као што су Карибу Инуити, Инуити који живе у унутрашњости региона Кивалик у северној Канади, Карибу клан у Јукону, Инупијати, Инувијалуити, Хани, Северни Тутчони и Гвичини (који су пратили Грантове карибуе миленијумима). Лов на дивље ирвасе и узгој полуприпитомљених ирваса важни су за неколико арктичких и субарктичких народа као што су Духалари због меса, коже, рогова, млека и транспорта. Сами народ (Сапми) је такође вековима зависио од узгоја ирваса и риболова.‍:IV‍:IV‍:16 У Сапмију се ирваси користе за вучу палка, нордијских санки.
Мужјаци („бикови“) и женке („краве“) ирваса могу обновити своје рогове годишње, иако удео женки којима расту рогови увелико варира између популација и сезона. Рогови су обично већи код мужјака. У традиционалној божићној легенди Сједињених Држава, ирваси Деда Мраза вуку санке кроз ноћно небо како би помогли Деда Мразу да испоручи поклоне доброј деци на Бадње вече.

## Станиште
Одомаћени ирваси се већином могу наћи у Скандинавији и северној Русији, док дивљи ирваси обитавају у Норвешкој, Северној Америци и на Исланду (где су их људи увели у 18. веку). Последње уточиште дивљих ирваса се налази у деловима јужне Норвешке. Јужна граница природног станишта је приближно око 62. степена северне географске ширине.
Почетком 20. века неколико ирваса из Норвешке је уведено на јужноатлантска острва Јужне Џорџије. Два препознатљива крда данас још преживљавају на тим острвима, раздвојена ледницима. Њихов број не броји више од неколико хиљада. Постали су симбол ових острва - застава и грб ове територије имају лик ирваса.

## Опис и исхрана
Ирваси су прекривени густим крзном, имају кратке ноге и реп. Длакава њушка и мале уши спречавају губитак топлоте. Широка и равна копита су прилагођена ходању по снегу. Маса женки варира између 60 и 170 килограма. Мужјаци су мало крупнији од женки док код неких подврста мужјак може тежити до 300 килограма. Код оба пола расту рогови. Рогови су разгранати и забачени уназад преко врата, а потом се повијају напред, рачвају се и нису једнаки са обе стране, а бројни парошци се гранају под чудним угловима. Код ирваса који живе на Скандинавији рогови код старијих мужјака отпадају у новембру или децембру, код млађих мужјака у рано пролеће, док се код женки задржавају током целе зиме и отпадају у лето. Припитомљени ирваси су тежи и имају краће ноге него своји дивљи рођаци.
Животни век износи од просечних 4.5 година до максималних 13 година.
Ирваси су преживари и имају четвороделни желудац. Зими се претежно хране лишајем (Cladonia rangiferina), популарно названим „ирвасова маховина“, до којег долазе разгртањем снега предњим ногама. Лети се хране лишћем врбе и брезе, као и травом (шаш, рогоз). Међутим, познато је да ће појести и птичја јаја, језерску златовчицу и леминге које убију својим папцима.

## Адаптације
Ирваси имају специјално адаптиране носеве на хладан арктички ваздух. Приликом удисаја, носна шкољка повећава површину унутар ноздрва. Животиња терморегулацијом загреје надолазећи хладан ваздух пре него што уђе у плућа, а вода од издахнутог ваздуха се кондензује, остајући заробљена у устима ирваса. Она влажи сув ваздух који животиња удише и вероватно га апсорбује у крв преко слузокоже једњака.
Копита ирваса се адаптирају у зависности од годишњег доба. Лети, када је тундра влажна и мека, јастучићи на копитима постају сунђерасти како би обезбедили додатно трење приликом кретања. Зими, јастучићи се скупљају и затежу, откривајући обод копита који је тврд, који тада служи за разбијање леда и замрзнутог снега, спречавајући животињу од клизања. Ово има још једну намену - у проналажењу хране испод снега.
Крзно ирваса има два заштитна слоја; густ, вунаст омотач и спољашњу, дужу длаку која је шупља и испуњена ваздухом.
Карибуи у Северној Америци могу да трче брзином од 80 километара на час, и пређу 5.000 km годишње. Такође су добри пливачи. Неће оклевати да препливају ширу реку или веће језеро.
Ирвас је једина животиња на свету која види ултраљубичасту светлост, и људима невидљиву.

## Парење и размножавање
У дивљини, ирваси имају веома кратку сезону за парење. У року од само десет дана цело крдо се може отелити. Претпоставља се да је ово начин да максимални број телади преживи, јер изненадна маса младих ирваса може да преплави предаторе који прате крдо, резултујући да ће велики број младих опстати.
Ирваси се размножавају у зависности од годишњег доба. Сезона парења нормално почиње рано у септембру и траје од три до четири недеље. Трудноћа траје око седам месеци (210 до 220 дана).
Преко лета, мужјаци се одвајају у мања крда у потрази за храном. Враћају се у главно крдо како би се припремили за парење. Како се сезона за парење приближава, мужјаци губе кожу са својих рогова, вратови им одебљавају, тестиси се знатно увећавају и расте им грива. Постају нестрпљиви и немирни, пратећи и јурећи за женкама. Такође испробавају своју снагу периодичним али грубим окршајима. Понекад, током такмичења, један противник бива убијен. С обзиром на своју нестрпљивост, како мужјак прати женку, може да је усмрти сваки пут када она легне на земљу, ударајући је копитама.
Током сезоне парења, мужјаци не једу пуно, и могу да изгубе и до 1/3 своје телесне масе. Сезона парења траје од 25 до 30 дана, а највиша сексуална активност мужјака траје 10 до 22 дана током сезоне.
Женке су полно зреле од једне до једне и по године, а способне су за рађање 10 до 15 година. Док су „у терању“ скачу на друге ирвасе и такође постају немирне. Плодност траје од 12 до 24 сата, а ако женка није оплођена током првог циклуса, 11 до 20 дана после је опет спремна за парење.

## Подврсте[26]
- Северноамерички шумски карибу (R. tarandus caribou) некада је живео на простору од Аљаске до Њуфаундленда и Лабрадора на југу до Нове Енглеске и Вашингтона. Скоро су нестали у јужним деловима свог станишта и сматрају се угроженим тамо где их још има. Два одвојена крда живе на северном Квебеку и Лабрадору.
- Фински шумски ирвас (R. tarandus fennicus) у дивљини живи на само два подручја у северној Европи - у руско/финској области Карелија и делу централне Финске.
- Грантов карибу (R. tarandus granti) живи на Аљасци, Јукону и на канадским Северозападним територијама.
- Гренландски карибу (R. tarandus groenlandicus) обитава на канадским Северозападним територијама, на Нунавуту и западном Гренланду.
- Пиријев карибу (Rangifer tarandus pearyi) живи на северним острвима Нунавута и на Северозападној територији. Представља извор хране за Ескиме. Добио је име по америчком истраживачу Роберту Пирију.
- Свалбардски ирвас (R. tarandus platyrhynchus) живи на норвешким острвима Свалбарда. Овај ирвас је најмањи међу подврстама.
- Планински дивљи ирвас (R. tarandus tarandus) се може наћи по арктичкој тундри на северним областима Русије и на острву Нова Земља.
- Арктички ирвас (R. tarandus eogroenlandicus) је изумрла подврста. Живела је до 1900. године на источном Гренланду.
- Карибу са острва краљице Шарлот (Rangifer tarandus dawsoni) је изумрла подврста која је некада настањивала на острву Греам, једном од острва краљице Шарлот која припадају западној канадској провинцији Британској Колумбији.